# Earl Rowland
Earl Jerrod « E. J. » Rowland, né le 18 mai 1983 à Francfort-sur-le-Main, en Allemagne, est un joueur américain naturalisé bulgare de basket-ball, évoluant au poste de meneur. 